# Ferești
Ferești is een Roemeense gemeente in het district Vaslui.
Ferești telt 2183 inwoners.